# Robert M. Solow

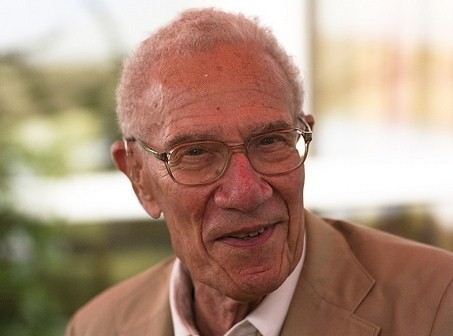
Robert Solow (2008)

Robert Merton Solow (* 23. August 1924 in New York; † 21. Dezember 2023 in Lexington) war ein US-amerikanischer Ökonom. Er erhielt 1987 den Alfred-Nobel-Gedächtnispreis für Wirtschaftswissenschaften für seine Arbeiten über ökonomische Wachstumstheorien. Daneben war er auch Träger des Ordens Pour le Mérite für Wissenschaften und Künste (1995) und der Presidential Medal of Freedom (2014).
Vier seiner Schüler, George Akerlof, Joseph Stiglitz, Peter Diamond und Paul Krugman, erhielten eigenständige Nobelpreise.

## Leben
Solow wurde 1924 im New Yorker Bezirk Brooklyn in einer jüdischen Familie geboren und wuchs dort auf. Sein 1940 begonnenes Studium an der Harvard University wurde durch einen dreijährigen Kriegseinsatz unterbrochen. 1951 wurde er ebenda mit der Schrift On the Dynamics of the Income Distribution zum Ph.D. promoviert. Sein wichtigster Lehrer war Wassily Leontief. Danach wechselte er an die Columbia University und schließlich als Assistant Professor zum Massachusetts Institute of Technology (MIT), wo er seit 1958 ordentlicher Professor war. 1956 wurde er in die American Academy of Arts and Sciences gewählt, 1972 in die National Academy of Sciences, 1975 in die British Academy und 1980 in die American Philosophical Society. Ab 1999 war er Ehrenmitglied der Royal Irish Academy.
Im Jahr 1979 stand Solow der American Economic Association als gewählter Präsident vor.
Er starb am 21. Dezember 2023 im Alter von 99 Jahren in  Lexington, Massachusetts.

## Forschung

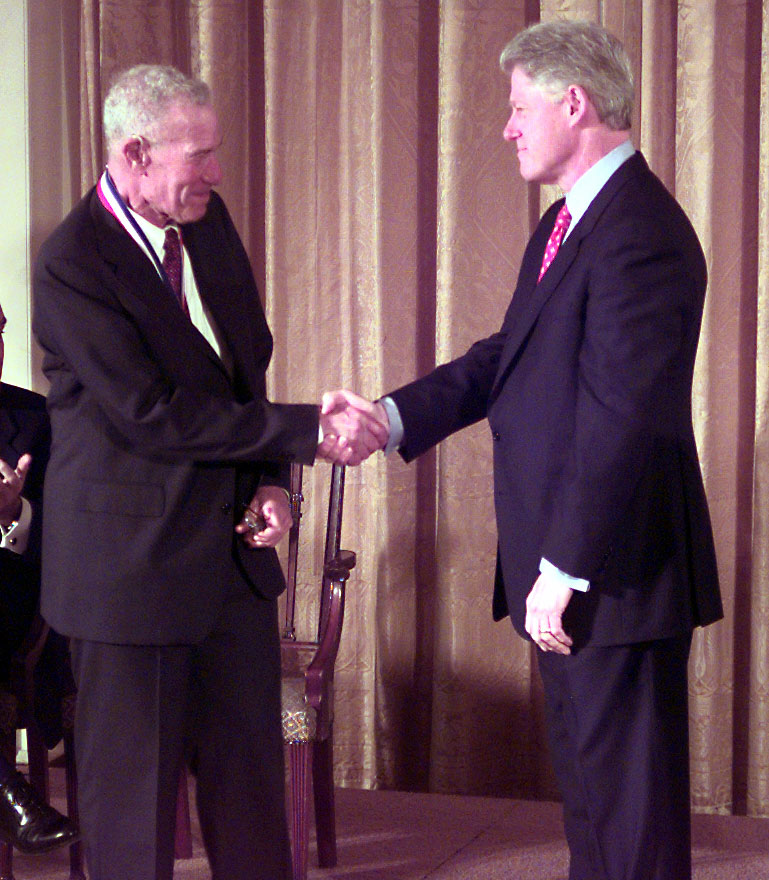
Robert Merton Solow erhält 1999 von Bill Clinton die National Medal of Science

Seinen wichtigsten Beitrag zur Wissenschaft erbrachte Solow schon 1956, als sein Aufsatz A Contribution to the Theory of Economic Growth erschien. Darin entwickelte er das Solow-Modell, das langfristiges Wirtschaftswachstum in einer Volkswirtschaft nur durch technischen Fortschritt erklärt.
1957 bestätigte er mit Hilfe von empirischen Belegen am Beispiel der USA seine Theorie. Er fand heraus, dass ein Großteil des amerikanischen Wirtschaftswachstums in der ersten Hälfte des 20. Jahrhunderts von technologischem Fortschritt vorangetrieben wurde (totale Faktorproduktivität) und nur ein sehr kleiner Teil durch den steigenden Einsatz von Arbeit und Kapital.
Neben seinen Arbeiten zum Wirtschaftswachstum leistete Solow auch fundamentale Beiträge zur Arbeitsmarktökonomie, z. B. zur Lohnsetzung. Mehrere ökonomische Konzepte tragen seinen Namen, wie das Solow-Residuum (Wachstum), die Solow-Stiglitz-Effizienzbedingung (Ressourcenökonomik) und die Solow-Elastizität (Effizienzlohntheorie).

## Schriften
- A Contribution to the Theory of Economic Growth. In: Quarterly Journal of Economics. Band 70, Februar 1956, S. 65–94.
- Technical Change and the Aggregate Production Function. In: Review of Economics and Statistics. Band 39, August 1957, S. 312–320.
- mit Robert Dorfman und Paul Samuelson: Linear Programming and Economic Analysis. McGraw-Hill, New York 1958.
- The New Industrial State or Son of Affluence. In: The Public Interest. Fall 1967, S. 108.
- Capital Theory and the Rate of Return. 1963.
- The Economics of Resources or the Resources of Economics. In: American Economic Review. Band 64, 1974, S. 1–14.
- Wage Bargaining and Employment. In: American Economic Review. Band 71, 1980, S. 896–908.
- An almost practical step toward sustainability: an invited lecture on the occasion of the Fortieth Anniversary of Resources for the Future. Resources for the Future, Washington, DC 1992, ISBN 978-0-915707-92-8.
- Work and welfare (= The University Center for Human Values series). Princeton University Press, Princeton, NJ 1998, ISBN 978-0-691-05883-2.
- Growth theory: an exposition; the Radcliffe lectures, delivered in the University of Warwick 1969; Nobel Prize lecture 1987; the Siena lectures, delivered in the University of Siena 1992. 2. Auflage. Oxford Univ. Press, New York 2000, ISBN 978-0-19-510903-0.

## Auszeichnungen
- 1987: Alfred-Nobel-Gedächtnispreis für Wirtschaftswissenschaften für seine Arbeiten über ökonomische Wachstumstheorien[7]
- 1995: Pour le Mérite für Wissenschaften und Künste[8]
- 2014: Presidential Medal of Freedom[9]